# Los días contados
Los días contados (en italiano: I giorni contati) es una película dramática neorrealista  italiana de 1962 dirigida por Elio Petri, considerada como obra máxima de su director. Obtuvo el "Gran Premio del jurado" del  Festival Internacional de Cine de Mar del Plata.

## Sinopsis
Mientras viaja en tranvía, Cesare presencia la muerte de un pasajero debido a un ataque al corazón. Profundamente impresionado, decide, de la noche a la mañana, dejar su trabajo y replantearse su vida. 

## Reparto
- Salvo Randone como Cesare
- Franco Sportelli como Amilcare
- Regina Bianchi como Giulia
- Lando Buzzanca como el niño
- Paolo Ferrari como Vinicio
- Giulio Battiferri as Spartaco
- Vittorio Caprioli

## Reconocimiento
- 1962: Festival de Mar de Plata: Mejor película